# Ocellularia kinabaluensis
Ocellularia kinabaluensis är en lavart som beskrevs av Nagarkar & Hale 1989. Ocellularia kinabaluensis ingår i släktet Ocellularia och familjen Thelotremataceae.   Inga underarter finns listade i Catalogue of Life.